# 小行星4286
小行星4286（英語：4286 Rubtsov）是一颗围绕太阳公转的小行星。1988年8月8日，柳德米拉·切爾尼赫在克里米亚发现了此天体。
这颗小行星的绝对星等为253.4848507265892等。